# Даиџиро Такакува
Даиџиро Такакува (јап. 高桑 大二朗; 10. август 1973) бивши је јапански фудбалер.

## Каријера
Током каријере играо је за Кашима Антлерс, Вегалта Сендај и многе друге клубове.

## Репрезентација
За репрезентацију Јапана дебитовао је 2000. године.

## Статистика
| Јапан  | Јапан | Јапан |
| Год.   | Ута.  | Гол.  |
| ------ | ----- | ----- |
| 2000   | 1     | 0     |
| Укупно | 1     | 0     |